# 小舌邊近音
小舌邊近音是輔音的一種，用於一些口語中。表示此音的國際音標（IPA）是⟨ʟ̠⟩，其等價的X-SAMPA音標則寫作L\_-。事實上，音標⟨ʟ̠⟩也可以用於表示咽邊近音或聲門邊近音，此二者都是可以發出的語言，但尚未在任何語言中找到過。烏拉爾音標中用於表示後軟顎邊近音的音標字母⟨ᴫ⟩也可以使用。

## 特徵
小舌邊近音的特徵包括：
- 調音方法是無擦通音／近音，即是將舌頭放近另一個調音部位，但不收窄聲腔，故此不會做成湍流。

- 調音部位是小舌，即是以舌根部位抵住小舌調音。

- 發聲類型是濁音，意味着發音時聲帶顫動。

- 本輔音是口腔輔音（口音），表示調音時空氣只從口裡流出。
- 調音方法是邊音，氣流從舌兩側流過，而不從中部流過。
- 氣流機制是肺部氣流，即由肺與橫膈膜驱动空气。

## 出現於
| 語言 | 語言               | 詞彙 | IPA   | 意義 | 註釋                                                       |
| ---- | ------------------ | ---- | ----- | ---- | ---------------------------------------------------------- |
| 英語 | 一些美式英語使用者 | wool | [wʊʟ̠] | 羊毛 | 可以用軟顎邊近音，或單純的齒齦邊近音代替。參見英語音系學。 |